# Elisabeth Klopf
Elisabeth Klopf (* 21. April 1980 in Steyr) ist eine österreichische Volleyball- und Beachvolleyballspielerin.

## Karriere Hallen-Volleyball
Klopf begann 1993 mit dem Volleyball in der Halle. 2001 wechselte die Universalspielerin von Union Enns zum Bundesligisten ASKÖ Linz-Steg. 2006 wurde sie mit dem Verein österreichische Vizemeisterin. Diesen Erfolg wiederholte sie von 2009, 2011, 2012, 2013 und 2017 in Folge. Außerdem gewann sie 2008, 2009 und 2011 den nationalen Pokal. Europacup 2009 und 2013 1/8 Finale.

## Karriere Beachvolleyball
Klopf trat 2004 mit Julia Hansel erstmals beim Grand Slam in Klagenfurt an. 2005 und 2006 spielte sie dieses Turnier der FIVB World Tour mit Birgit Schmidt. 2008 wurde sie Dritte der österreichischen Meisterschaft. Beim Challenger-Turnier in Chennai spielte sie mit ihrer neuen Partnerin Gabrielle Pemmer. 2009 und 2010 spielten Klopf/Pemmer jeweils den Klagenfurter Grand Slam und das Satellite-Turnier in Vaduz. 2010 traten sie auch beim Open-Turnier in Den Haag an.
2011 bildete Klopf ein Duo mit ihrer Linzer Mitspielerin Valerie Teufl. In Klagenfurt spielten Teufl/Klopf ihren ersten gemeinsamen Grand Slam der FIVB World Tour. Das erste Open-Turnier absolvierten sie anschließend in Den Haag. Außerdem belegten sie den dritten Rang bei der österreichischen Meisterschaft. 2012 erreichten sie beim Grand Slam in Gstaad den 25. Platz. Sie spielten drei weitere Grand Slams und die Åland Open. Ihr bestes Ergebnis auf der World Tour 2013 war bisher der 25. Rang in Long Beach. Bei der Europameisterschaft in Klagenfurt konnten Teufl/Klopf Platz 25 belegen. 2014 musste sich Klopf einer Bandscheiben OP unterziehen und pausierte in diesem Jahr. 2015 bildet Klopf ein neues Team mit Eva Freiberger. Sie starten mit einem 5en Platz bei den Staatsmeisterschaften und vielen internationalen Bewerben in die Saison. 2018 startet Klopf die Snow-Beachvolleyball Saison mit Viktoria Mair. Sie holten den ersten österreichischen Meistertitel und belegten beim CEV Turnier in Kranjska Gora & Kronplatz Rang 2 und wurden bei der ersten Europameisterschaft in Wagrain 17er.